# 成田祇園祭

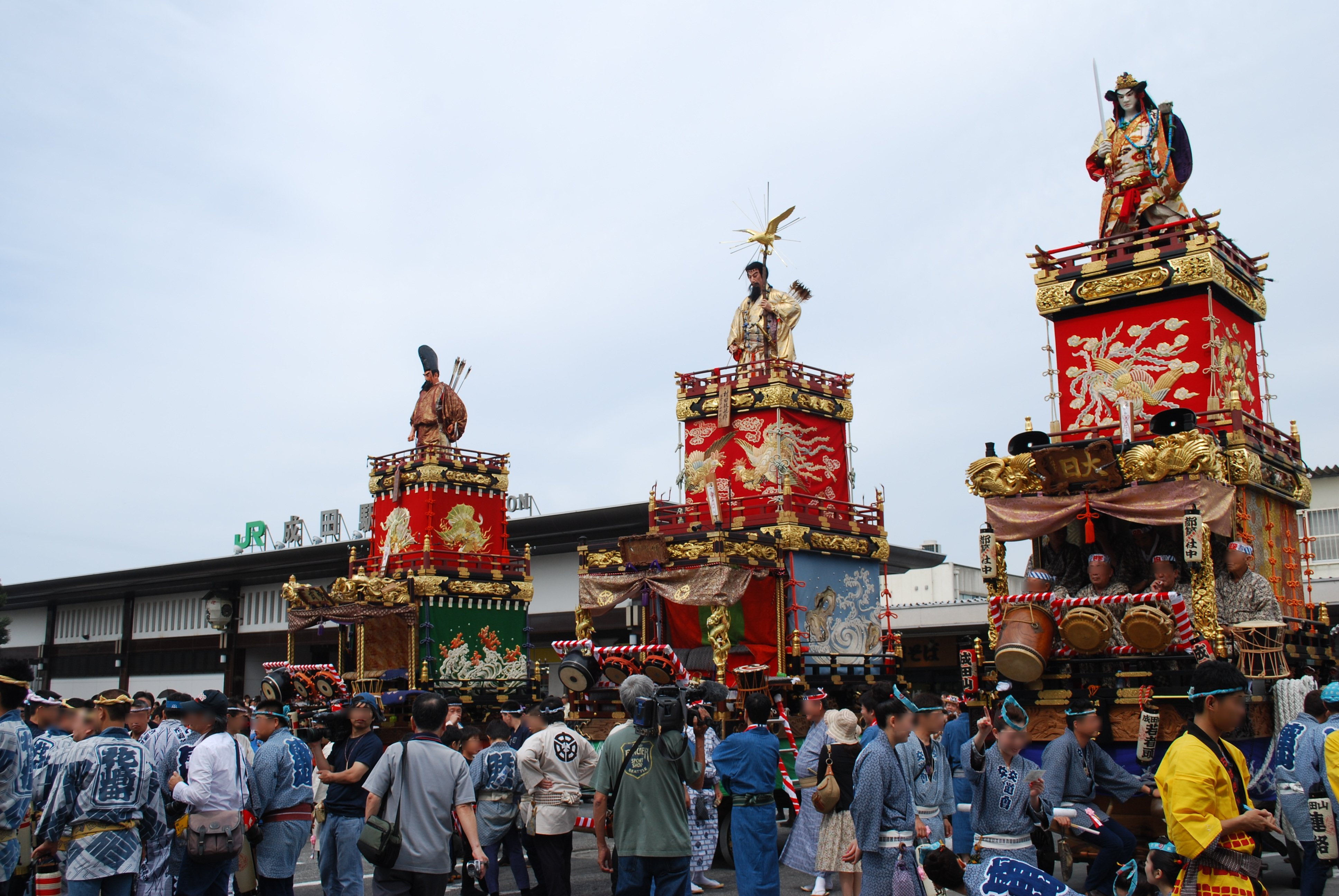
JR成田駅前に並んだ山車

成田祇園祭（なりたぎおんさい）は、旧来の開催日（7月7・8・9日）の直近である金･土･日曜日に開催される千葉県成田市の祭礼行事。成田山新勝寺の宗教行事である「成田山祇園会（なりたさんぎおんえ）」の期間に合わせて開催される。成田山祇園会とは、新勝寺の本尊「不動明王」の本地仏である、奥之院・大日如来の祭礼である。成田祇園祭は、成田山と旧成田の全町が参加する大規模なもので、大日如来を「ご尊体」とした御輿が渡御し、合わせて10台の山車や屋台が一斉に繰り出す。

## 由来・歴史
- 成田祇園会は、1721年（享保6年）の文章の中に6月8日（旧暦）に権現の祭礼を行ったとあり「享保六年丑迄は祭礼踊仕り候」とあり、享保年間には開催されていたことがわかる。どのように行われていたのかは不明である。現在のように山車を引く形態で行われた祭礼の起源は、江戸後期と言われるが、正確には不明である。祭りの形態を問わなければ、約300年の歴史といえる。現存する山車・屋台で最も古いものは上町の屋台で、江戸時代後期に旧千葉町院内の宮大工により制作されたものである（木更津、千葉市の旧長洲町で曳かれ、明治に買い入れた）。なお、成田祇園祭のために制作された山車としては、仲之町のものが最古である（1900年、東京神田での制作）。成田山奥之院の大日如来をご尊体とした御輿

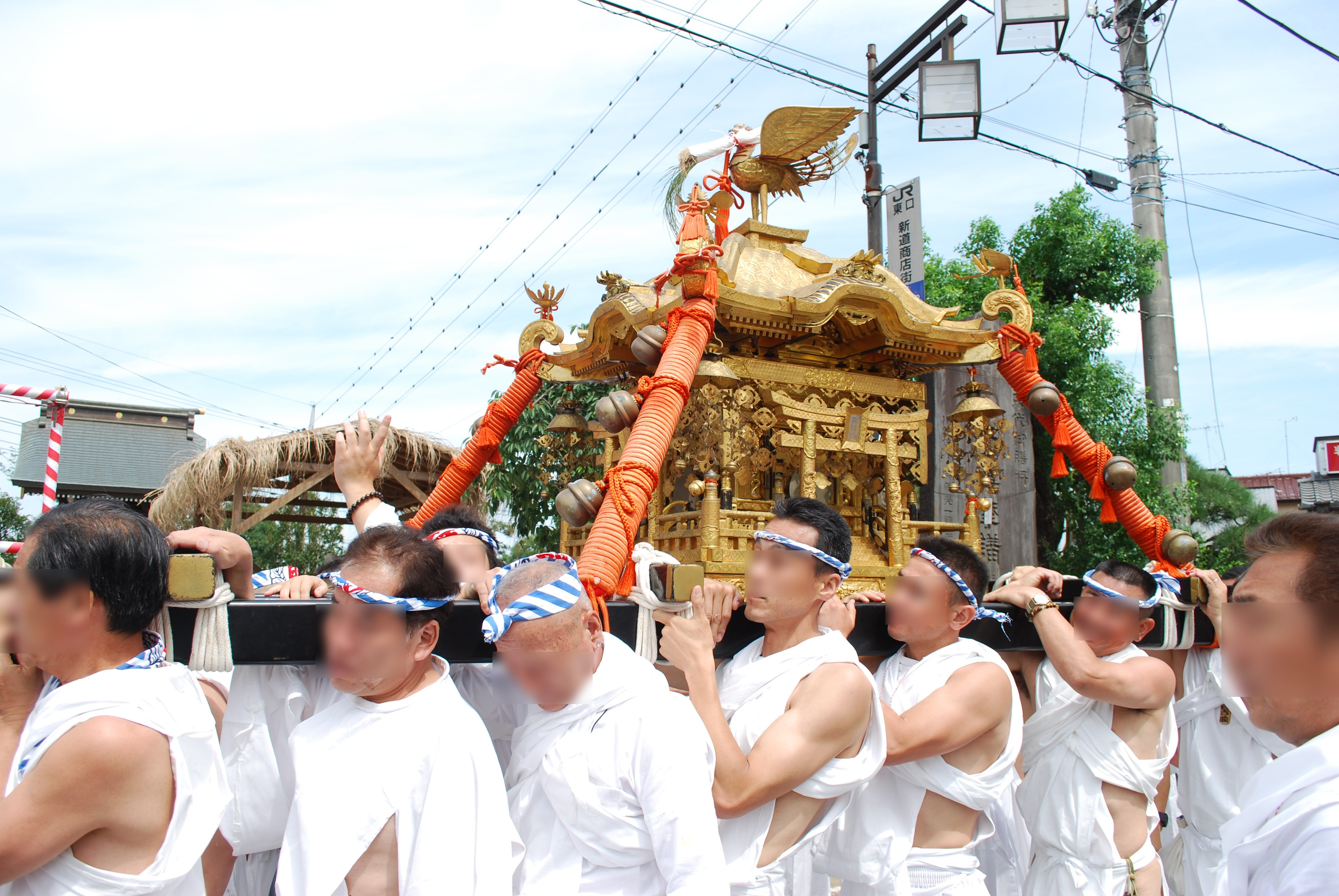
成田山奥之院の大日如来をご尊体とした御輿

- 当初は、成田山で管理する湯殿山権現社（現在のJR成田駅東口脇）を中心とした祭礼であった。氏子は住時33ケ村にも及び、時代の変貌と共に、明治初期の神仏分離政策以後、奥の院大日如来の祭礼へと移った。明治に入り、村から町へと変わり道路や商店が整備され、これに合わせて祭りも現在の形に近いものへとなっていったと考えられる。
- 囃子は佐原囃子、江戸囃子の2種類である。鉾台型の江戸型山車３台（成田山、仲之町、本町）では江戸囃子が演奏され、他の7町内では佐原囃子が演奏される。

## 町内名と人形と囃子方
| 町内・若者連の名称                                                | 山車・屋台の別                                  | 人形                   | 囃子方                                                                                  |
| ----------------------------------------------------------------- | ----------------------------------------------- | ---------------------- | --------------------------------------------------------------------------------------- |
| 幸町（）幸若連（こうわかれん）                                    | 山車（2層、踊り舞台付）                         | 朱雀天皇               | 幸町下座連 (佐原囃子:牧野系）                                                           |
| 田町（）東門会（とうもんかい）                                    | 山車（2層、唐破風付）                           | 素戔鳴尊               | 神崎藝座連（佐原囃子:毛成流）                                                           |
| 上町（）親和会（しんわかい）                                      | 屋台                                            | 屋台構造のため人形なし | 鳥羽下座連（佐原囃子:玉造系）                                                           |
| 東町（）東栄會（とうえいかい）                                    | 屋台                                            | 屋台構造のため人形なし | あづま下座連（佐原囃子:神里系）                                                         |
| 成田山交道会（）※成田山保有の為町名はなし                         | 江戸型山車（鉾台型3層せり出し構造）             | 日本武尊               | 都築社中（江戸囃子〈神田囃子〉）                                                        |
| 本町（）和会（なごみかい）                                        | 江戸型山車（鉾台型3層せり出し構造）             | 藤原秀郷               | 江戸里神楽4世萩原彦太郎社中（江戸囃子〈葛西囃子〉応援：岩楯美よ志社中、ひょっとこ睦會） |
| 囲護台、新町、馬橋（いごだい、しんまち、まばし） 囲護台三和会（） | 山車（2層、寺社建築技法、石岡の山車がモチーフ） | 嵯峨天皇               | 圍護臺下座連（佐原囃子:玉造系）                                                         |
| 花崎町（）花若連（はなわかれん）                                  | 江戸型山車（唐破風付鉾台型3層せり出し構造）     | 八幡太郎義家           | 花崎囃子連（佐原囃子:牧野系）                                                           |
| 土屋（）青和会（せいわかい）                                      | 江戸型山車（唐破風付鉾台型3層せり出し構造）     | 大穴牟遅神（大国主神） | 土屋囃子連（佐原囃子:玉造系）                                                           |
| 仲之町（）睦会（むつみかい）                                      | 江戸型山車（鉾台型3層せり出し構造）             | 神武天皇               | 如月会（江戸囃子〈佐倉囃子〉※葛西囃子の流れを汲む）                                     |

## その他
- 平成16年4月18日 - 千葉県成田市で市制施行50周年記念山車祭りが行われ、成田祇園祭で曳き回される10基を含めた成田市内16基の山車・屋台が曳き廻しされた。
- 平成21年4月19日 - 千葉県成田市で市制施行55周年記念山車祭りが行われ、成田祇園祭で曳き回される10基を含めた成田市内15基の山車・屋台が曳き廻しされた。
- 平成26年4月20日 - 千葉県成田市で市制施行60周年記念山車祭りが行われ、成田祇園祭で曳き回される10基を含めた成田市内18基の山車・屋台が曳き廻しされた。
- 令和2年4月20日 - 新型コロナウイルス感染拡大防止のため、7月10日から12日まで開催予定だった「令和2年成田祇園祭」の中止が発表された。尚、「成田山祇園会」は、7月7日から12日まで規模を縮小して行われた。
- 令和3年4月23日 - 新型コロナウイルス感染拡大防止のため、7月9日から11日まで開催予定だった「令和3年成田祇園祭」の中止が発表され2年連続中止となる。尚、「成田山祇園会」は、7月7日から11日まで行われた。
- 令和4年 - 3年振りに成田祇園祭が開催された。感染対策の上、時間短縮、参加団体数制限、総踊りを行わないなど、規模を縮小しての開催であった。
- 令和5年 - 4年振りの通常規模での成田祇園祭開催
- 令和6年4月28日 - 千葉県成田市で市制施行70周年記念山車祭りが行われ、成田祇園祭で曳き回される10基を含めた成田市内18基の山車・屋台が曳き廻しされた。

## アクセス
- 場所：成田山新勝寺及び表参道周辺
- 電車：JR成田駅、京成成田駅から徒歩10分